# Canariella leprosa
Canariella leprosa је пуж из реда Stylommatophora и фамилије Hygromiidae.

## Угроженост
Подаци о распрострањености ове врсте су недовољни.

## Распрострањење
Ареал врсте је ограничен на једну државу. 
Шпанија, тачније Канарска острва, су једино познато природно станиште врсте.